# Ahmedabad
Ahmedabad (în hindi कर्णावती) este un oraș cu 4.970.200 loc. în Gujarat, India centrală.

## Istoric
Este situat pe râul Sabarmati, la 467 km Nord de Mumbai (Bombay). Întemeiat în 1411 de sultanul Ahmad Șah, orașul a atins apogeul în același secol, dar a decăzut ulterior. A fost reînviat sub domnia împăraților Moguli, în sec. XVII și a ajuns sub guvernare britanică în 1818. Odată cu deschiderea filaturilor de bumbac, la mijlocul sec XIX, a devenit cel mai mare centru industrial al Indiei. Orașul este asociat cu naționalismul indian și este locul unde, în 1930, a început propaganda politică a lui Mahatma Gandhi. În 2001, orașul a fost lovit de un cutremur violent care a făcut multe victime omenești. Este centru universitar.